# Craniophora pontica
Craniophora pontica is een vlinder uit de familie uilen (Noctuidae). De wetenschappelijke naam is voor het eerst geldig gepubliceerd in 1878 door Staudinger.
De soort komt voor in Europa.